# Maria Johanna van Savoye-Nemours
Maria Johanna Baptista van Savoye-Nemours (Parijs, 11 april 1644 — Turijn, 15 maart 1724) was van 1659 tot aan haar dood hertogin van Genève en van 1659 tot 1686 hertogin van Aumale. Ze behoorde tot het Huis Savoye.

## Levensloop
Maria Johanna was de oudste dochter van hertog Karel Amadeus van Savoye-Nemours en diens echtgenote Elisabeth van Bourbon-Vendôme, dochter van hertog Caesar van Vendôme. In 1659 werd ze na de dood van haar oom Hendrik II hertogin van Genève en Aumale.
Op 10 mei 1665 huwde ze met haar neef Karel Emanuel II (1634-1675), die vanaf 1638 hertog van Savoye was. Ze kregen een zoon: Victor Amadeus II (1666-1732), die hertog van Savoye en later eveneens koning van Sicilië en Sardinië werd. Na het overlijden van haar echtgenoot was Maria Johanna van 1675 tot 1684 regentes in naam van haar minderjarige zoon. In 1686 verkocht ze het hertogdom Aumale aan Lodewijk August van Bourbon, de buitenechtelijke zoon van koning Lodewijk XIV van Frankrijk en Madame de Montespan. 
In maart 1724 stierf Maria Johanna op 79-jarige leeftijd. Na haar dood erfde haar zoon Victor Amadeus II het hertogdom Genève, dat definitief met het hertogdom Savoye verenigd werd. 